# 小舟賢
小舟 賢（こぶね まさる、1979年9月16日 - ）は、日本の法学者。専門は、行政法・環境法。甲南大学法学部准教授。博士（法学）。

## 人物
兵庫県出身。一橋大学で高橋滋の下、欧州行政法、ことにドイツ行政法の研究を行い、2007年には論文「欧州における行政法の統合－欧州行政法の形式と「よき行政を求める権利」の法典化」によって博士（法学）の学位を取得。
その後広島修道大学や甲南大学で教鞭をとりながら、欧州行政法のほか環境権研究など環境法学についての研究も行い、論考を論文等の形式で発表している。また翻訳などによる海外の法学者の見解の紹介もしている。2007年からは高橋滋やリューネブルク大学の研究者などと、フランス、ドイツ、アメリカ等の環境権について共同研究「憲法規範における環境関連規定のあり方に関する比較法的分析」を行っている。

## 略歴
- 1979年 - 兵庫県生まれ
- 2002年 - 一橋大学法学部卒業
- 2007年 - 一橋大学大学院法学研究科博士課程修了、博士（法学）
- 2007年 - 広島修道大学法学部専任講師
- 2008年 - 広島修道大学法学部准教授
- 2010年 - 甲南大学法科大学院准教授
- 2019年 - 甲南大学法学部准教授

## 著作

### 論文
- 「建築基準法59条の2第1項による許可処分等取消請求事件(平成14.3.28最高裁判所第一小法廷判決) (行政判例研究(481))」自治研究. 79(11) (通号 957) [2003.11]
- 「欧州における「よき行政」概念の展開(1)「よき行政活動に関する規範」と「よき行政を求める権利」の検討を中心に」自治研究. 81(3) (通号 973) [2005.3]
- 「欧州における「よき行政」概念の展開(2)--「よき行政活動に関する規範」と「よき行政を求める権利」の検討を中心に」自治研究. 81(7) (通号 977) [2005.7]
- 「欧州における「よき行政」概念の展開(3・完)「よき行政活動に関する規範」と「よき行政を求める権利」の検討を中心に」自治研究. 81(11) (通号 981) [2005.11]
- 「欧州議会の選挙とその争訟に関する法制度」一橋法学. 5(1) [2006.3]
- 「民間委託手法による行政法執行システムの統合--欧州における製品安全法制とその日本法への影響」修道法学. 30(2) (通号 59) [2008.2]
- 「附論 日本における憲法と環境規定をめぐる議論--ドイツ法との関係から (共同研究 環境権 「憲法規範における環境関連規定のあり方に関する比較法的分析」について(その1))」環境研究. (156) [2010.3]
- 「ドイツ基本法における環境保護規定 (共同研究 環境権 「憲法規範における環境関連規定のあり方に関する比較法的分析」について(その1))」環境研究. (156) [2010.3]
- 「座談会 共同研究の締め括りに際して (共同研究 環境権 「憲法規範における環境権関連規定のあり方に関する比較法的分析」 について(その2)) 」（高橋滋、岡森 識晃他と共著）環境研究. (157) [2010.6]

### 翻訳
- トーマス グロース著「報告3 欧州的文脈におけるドイツの裁量論 (日本におけるドイツ年記念--日独行政法シンポジウム 行政裁量とその裁判的統制(2))」判例時報. (1933) [2006.8.21]
- Joachim Sanden著「欧州憲法の構造における環境基本権、環境国家目標規定ならびに環境基本義務--日本の憲法との比較考察(抄訳) (共同研究 環境権 「憲法規範における環境権関連規定のあり方に関する比較法的分析」 について(その2)) 」環境研究. (157) [2010.6]